# تسکو اینترنشنال
تسکو اینترنشنال (انگلیسی: Tesco International) شرکت خرده‌فروشی بریتانیایی است، که در سال ۱۹۱۹ توسط جک کوهن تأسیس شد.